# Michael Hester
Michael Hester (Sydney, 2 maggio 1972) è un ex arbitro di calcio neozelandese.

## Carriera
Seppur nato in Australia, Hester è neozelandese, infatti nella sua carriera ha diretto partite sia nel campionato australiano che in quello neozelandese. Ha ricevuto la nomina di arbitro internazionale il 1º gennaio 2007.
Dopo aver diretto due partite in occasione del torneo calcistico dei Giochi Olimpici 2008 di Pechino, è stato convocato per partecipare alla FIFA Confederations Cup 2009 in Sudafrica.
Nell'ottobre 2009 giunge la convocazione per dirigere al Mondiale Under 17 in Nigeria.
Partecipa ai Mondiali del 2010, essendo stato ufficialmente scelto dalla FIFA, e qui dirige un solo incontro: Grecia-Corea del Sud.
Nel dicembre 2010 è selezionato per la coppa del mondo per club FIFA negli Emirati Arabi Uniti. Nell'occasione dirige la finale per il terzo posto.
Nel settembre 2011 decide di ritirarsi, seppur ancora trentanovenne, dal mondo dell'arbitraggio, preferendo dedicarsi maggiormente a famiglia e lavoro.

## Partite internazionali

### Giochi del Pacifico del Sud 2007
- Tahiti -  Nuova Caledonia 0-1 (25 agosto 2007) - Gara 1 Gruppo A
- Samoa Americane -  Vanuatu 0-15 (29 agosto 2007) - Gara 3 Gruppo B
- Isole Cook -  Tuvalu 4-1 (1º settembre 2007) - Gara 4 Gruppo A
- Samoa -  Isole Salomone 0-3 (3 settembre 2007) - Gara 5 Gruppo B
- Figi -  Vanuatu 3-0 (5 settembre 2007) - Semifinale
- Nuova Caledonia -  Figi 1-0 (7 settembre 2007) - Finale

### Qualificazioni Mondiali 2010 - Zona Oceanica
- Nuova Caledonia -  Vanuatu 3-0 (21 giugno 2008)

### Olimpiadi di Pechino 2008
- Stati Uniti -  Paesi Bassi  2-2 (10 agosto 2008) - Gara 2 Gruppo B
- Corea del Sud -  Honduras 1-0 (13 agosto 2008) - Gara 3 Gruppo D

### Coppa delle Confederazioni 2009
- Egitto -  Stati Uniti 0-3 (21 giugno 2009) - Gara 3 Gruppo B

### Mondiali di calcio Sudafrica 2010
- Corea del Sud -  Grecia 2-0 (12 giugno 2010) - Giornata 1- Gruppo B

### Coppa del mondo per club FIFA 2010
- Internacional -   Seongnam 4-2 (18 dicembre 2010) - Finale per il terzo posto